# Raimund Fürst
Raimund Fürst (* 4. Februar 1885 in Wien; † 23. März 1968 in Neunkirchen bei Wiener Neustadt) war ein österreichischer Fossiliensammler.
Fürst war Privatbeamter und zuletzt bei der Spinnerei Rohrbach tätig. Er lebte in Neunkirchen. Fürst sammelte Fossilien. Diese stammten überwiegend aus dem Wiener Becken (Jungtertiär und Pleistozän) sowie den östlichen Kalkalpen (Mesozoikum). Heute befindet sich seine Sammlung im Naturhistorischen Museum in Wien.